# Puerto Nare

Bandeira de Puerto Nare.

Localização de Puerto Nare, no departamento de Antioquia.

Puerto Nare é uma cidade e município da Colômbia, no departamento de Antioquia.